# Przemysław Wacha
Przemysław Wacha (né à Głubczyce le 31 janvier 1981) est un joueur de badminton polonais.

## Palmarès

### Jeux olympiques
- Qualifié pour les Jeux de 2012
- Participation aux Jeux de 2008
- Participation aux Jeux de 2004

### Championnats d'Europe
- Médaille de bronze en simple messieurs en 2008